# Felipe Acosta
Felipe Acosta Bayer (Bogotá, D. C.; 25 de mayo de 1994) es un futbolista colombiano. Juega como mediocampista defensivo en el Real Cartagena de la Segunda División de Colombia.

## Clubes
| Club               | País     | Año         |
| ------------------ | -------- | ----------- |
| Boyacá Chicó       | Colombia | 2016 - 2018 |
| Lorca              | España   | 2019 - 2020 |
| Pandurii Târgu Jiu | Rumania  | 2020 - 2021 |
| Viitorul Târgu Jiu | Rumania  | 2021 - 2022 |
| La Equidad         | Colombia | 2023 - 2025 |

## Estadísticas
| Club                    | Temporada           | Liga  | Liga  | Copa Nacional | Copa Nacional | Copa Internacional | Copa Internacional | Total | Total | Prom. · |
| Club                    | Temporada           | Part. | Goles | Part.         | Goles         | Part.              | Goles              | Part. | Goles | Prom. · |
| ----------------------- | ------------------- | ----- | ----- | ------------- | ------------- | ------------------ | ------------------ | ----- | ----- | ------- |
| Boyacá Chicó · Colombia | 2016                | 2     | 0     | 6             | 0             | -                  | -                  | 8     | 0     | 0,00    |
| Boyacá Chicó · Colombia | 2017                | 9     | 1     | 3             | 0             | -                  | -                  | 12    | 1     | 0,08    |
| Boyacá Chicó · Colombia | 2018                | 11    | 2     | 3             | 0             | -                  | -                  | 14    | 2     | 0,14    |
| Boyacá Chicó · Colombia | Total               | 19    | 3     | 12            | 0             | 0                  | 0                  | 34    | 3     | 0,08    |
| Total en su carrera     | Total en su carrera | 19    | 3     | 12            | 0             | 0                  | 0                  | 34    | 3     | 0,08    |

## Palmarés

### Campeonatos nacionales
| Título          | Club         | País     | Año  |
| --------------- | ------------ | -------- | ---- |
| Torneo Apertura | Boyacá Chicó | Colombia | 2017 |
| Primera B       | Boyacá Chicó | Colombia | 2017 |